# René Barrientos Ortuño
René Barrientos Ortuño (ur. 30 maja 1919 w Taracie, zm. 27 kwietnia 1969 k. Arque w departamencie Cochabamba) – boliwijski wojskowy i polityk, prezydent w latach 1966-1969.

## Życiorys
Urodził się w miejscowości Tarata w boliwijskicm departamencie Cochabamba. Po ukończeniu miejscowej szkoły wstąpił do kolegium wojskowego. Za poparcie dla rządu Germana Buscha został usunięty ze szkoły. Wkrótce jednak pozwolono mu kontynuować naukę i w 1943 ukończył studia. W tym samym roku miał miejsce zamach stanu dokonany przez Gualberta Villarroela. W 1944 brał udział w pracach nad przygotowaniem kongresu chłopskiego.
Służąc w armii, Barrientos włączył się w działalność Rewolucyjnego Ruchu Nacjonalistycznego (Movimiento Nacionalista Revolucionaria – MNR), stojąc na czele wojskowej komórki tej organizacji. W 1964 został kandydatem MNR na stanowisko wiceprezydenta u boku Victora Paza Estenssoro. Wybrany w czerwcu tego roku na wiceprezydenta, Barrientos, rozpoczął wkrótce przygotowania do obalenia Estenssoro. 5 lipca, razem z generałem Alfredo Ovando Candíą dokonali zamachu stanu i wspólnie przejęli władzę. Wkrótce potem Barrienos ustąpił ze stanowiska i rozpoczął przygotowania do nowych wyborów. Wybory w 1966 przyniosły mu zwycięstwo. Odwołując się do haseł populistycznych doprowadził do porozumienia między armią a ruchem chłopskim. Doprowadził też do połączenia kierowanej przez siebie partii Ludowego Ruchu Chrześcijańskiego z Boliwijskim Frontem Rewolucyjnym, przekształcając nową organizację w oficjalną partię rządową, która miała mu umożliwić sprawowanie dyktatorskiej władzy. Popierając potężnych przedsiębiorców górniczych, Barrientos rozpoczął walkę ze związkami zawodowymi górników, doprowadzając do poważnego ograniczenia ich działalności. 
W 1967 udało mu się też rozbić kierowaną przez Ernesto „Che” Guevarę komunistyczną grupę partyzancką. Guevara został wzięty do niewoli w miejscowości La Higuera i na jego rozkaz zamordowany. 
Barrientos zginął 27 kwietnia 1969 w katastrofie śmigłowca niedaleko Arque w departamencie Cochabamba. Oficjalnie przyczyną katastrofy było zawadzenie maszyny o linie wysokiego napięcia, jednak pojawiały się także przypuszczenia o możliwości zamachu.